# Хронология древнеримского искусства
Хронологический список древнеримского искусства — список исторических мест и памятников древнеримской эпохи, начиная с предшествовавших римской цивилизации италиков и этрусков периода до нашей эры, в основном на территории Италии, и до позднеантичного искусства IV в. н. э. по всему Средиземноморью, включительно.

## Италия до римлян

### Греки,италики, пунийцы
- Греческие колонии в Южной Италии и на Сицилии
- Кумы
- Наксос
- Сиракузы
- Сибарис
- Тарент
- Античная Гела
- Греческая Посейдония — луканский Пестум
- Пиценские бронзы в Эрмитаже
- Южные пицены, Похищение сабинянок
- Северные пицены: Стела из Новилары
- Южноиталийские вазы:
  - луканские,
  - апулийские,
  - кампанские,
  - сицилийские
- Финикийское искусство
- Карфаген

### Этруски
- Культура Вилланова
- Этрусский природный амфитеатр
- Лукумоны Этрурии
- Disciplina etrusca («этрусские знания»; фр. Etrusca disciplina) — корпус этрусских текстов.
- Этрусское двенадцатиградие в Тоскане: Вейи (после 396 г. до н. э. — Популония); Цере; Тарквиния; Орвието (Вольсинии); Вульчи; Розеллы; Кьюзи; Перуджа; Ветулония; Вольтерра; Ареццо; Кортона.
- Поэтика смерти в Этрурии
- Этрусские некрополи:
  - Гробницы в Питильяно
  - Некрополь «Туфовое распятие» (итал. Necropoli del Crocifisso del Tufo) в Орвието
  - Некрополь Бандитачча в Черветери
  - Некрополь del Casone в Популонии
  - Скальные гробницы Норции
  - Гробница Реголини-Галасси в Черветери
  - Саркофаг супругов
  - Гробница в Казале-Мариттимо
  - Склеп Волумниев (итал. Ipogeo dei Volumni) в Перудже
- Этрусский храм и его декорация
  - Реконструкция храма в Вейях
- Скульптурный декор
- Мастер Вулка
- Гигантомахия из Пергама
- Фронтонная композиция из Чивита-Альбы
- Храм Сказато (tempio dello Scasato) в Фалериях
- Этрусские антефиксы

### Этрусская живопись
- Техника этрусской фрески

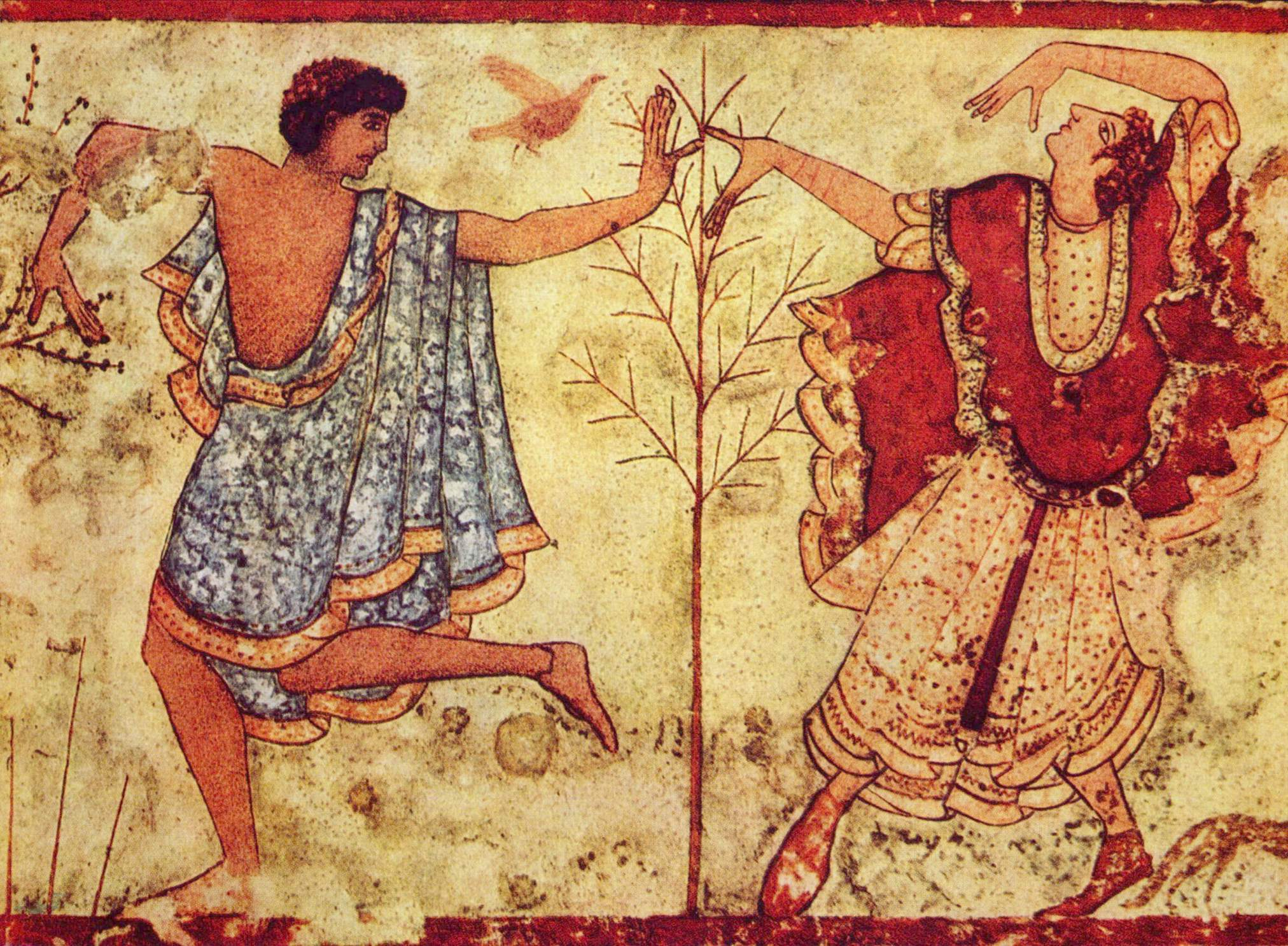
Фреска из гробницы Триклиния. Около 470 г. до н. э.

- Установление единой иконографии в росписях гробниц V в. до н. э.
- Символика синего цвета
- Некрополь Монтероцци
  - Гробница быков (итал. Tomba dei Tori)
  - Гробница авгуров (итал. Tomba degli Àuguri)
    - Ложная дверь в гробнице авгуров

  - Гробница львиц (итал. Tomba delle Leonesse)
    - Симметрия танцующих фигур

  - Гробница барона (tomba del Baron; фр. Tombe du Baron)
  - Гробница охоты и рыбной ловли (tomba Caccia e Pesca; англ. Tomb of Hunting and Fishing)
    - Ныряльщик и гиперборейский миф

  - Гробница леопардов (итал. Tomba dei Leopardi)
  - Гробница Триклиния (tomba del Triclinio, 470 г. до н. э.; англ. Tomb of the Triclinium)
  - Гробница вакхантов (tomba dei Baccanti; нем. Tomba dei Baccanti)
  - Гробница погребального ложа (tomba del Letto Funebre; фр. Tombe du Lit Mortuaire)
  - Гробница Орко (итал. Tomba dell'Orco)
  - Гробница Франсуа (итал. Tomba François)
    - Сцена жертвоприношения Ахиллом троянских пленников

  - Гробница щитов (tomba degli Scudi; фр. Tombe des Boucliers)
    - Сцена с опахалоносцем и сцена с музыкантами

  - Гробница Тифона (tomba del Tifone, I век до н. э.; фр. Tombe du Typhon)
- Этрусская вазопись и её греческие образцы

### Пластика этрусков
- Погребальные урны, канопы, саркофаги этрусков:
  - Биконические урны культуры Вилланова
  - Урна из Монтескудайо
  - Канопы из Кьюзи и Четоны
  - Саркофаги в музее Виллы Джулия и в Лувре (фр. Sarcophage des Époux (Louvre))
  - Урна в виде возлежащего юноши из собрания Гос. Эрмитажа
  - Урны в форме саркофагов
  - Саркофаг Лартии Сейянти (фр. Sarcophage de Larthia Seianti)
  - Крышка урны «Супруги»
  - Расписные саркофаги
- Скульптура:
  - Юноша на гиппокампе
  - Кентавр из Вульчи (фр. Centaure de Vulci)
  - «Венера из Каничелло»
  - «Прозерпина»
  - Плакальщицы из собрания ГМИИ имени А. С. Пушкина
- Этрусские бронзы:
  - Капитолийская волчица
  - Химера из Ареццо
  - Эволюция типов куроса и коры
  - Статуэтки «вечерние тени», их символика.
  - Марс из Тоди (бронзовая статуя воина, Григорианский этрусский музей)
  - Поздние бронзы
- Керамика:
  - Вазы буккеро
  - Котел на холмосе из собрания Гос. Эрмитажа
  - Цисты из Палестрины
  - Мастер Новий Плавтий
- Гравировки на бронзовых зеркалах и их сюжеты
- Ювелирное искусство этрусков
- Этрусский портрет и его влияние на сложение римского скульптурного портрета.
  - «Капитолийский Брут»
  - Статуя Авла Метелла

## Город Рим

### Капитолий, Палатин, форумы
- Мраморный план Рима
- Капитолий
  - Лестница Диоскуров

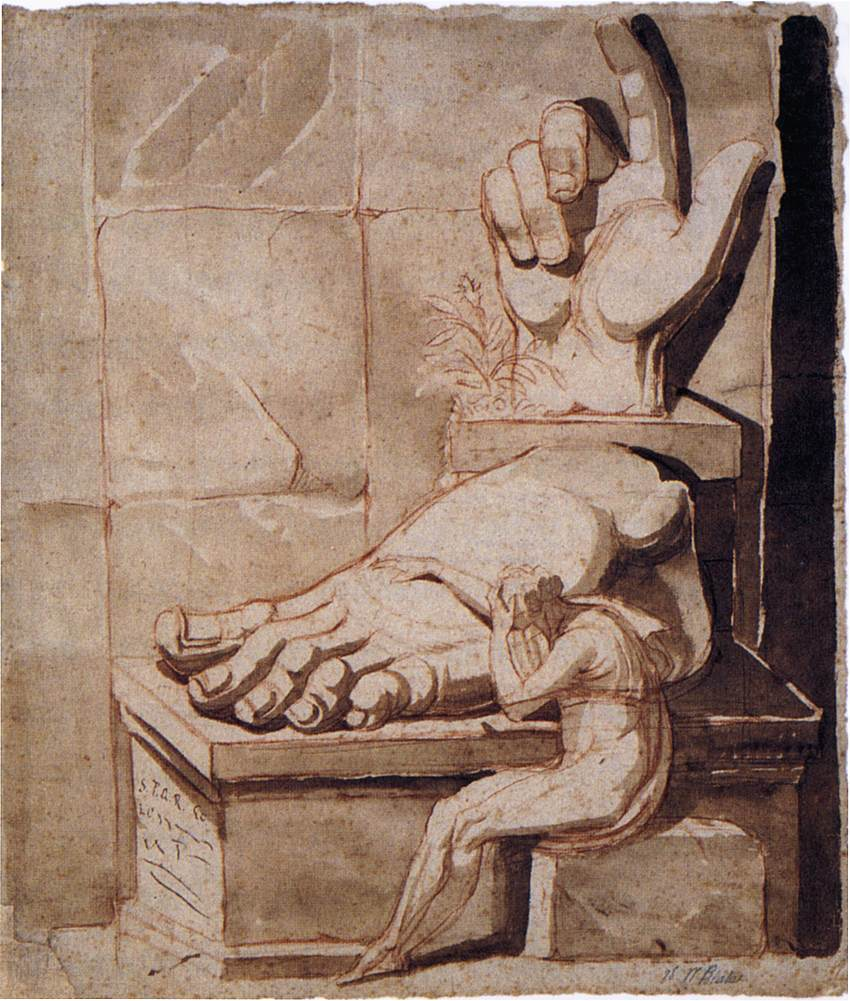
Фюссли, «Художник, приведённый в отчаяние величием обломков древности», 1778—1789

  - Статуя Марка Аврелия на площади Капитолия
  - Капитолийский музей
  - «Капитолийская волчица»
  - «Умирающий галл»
- Колосс Константина во дворике Палаццо Консерваторов и рисунок Фюссли с него.
- Форум Романум:
  - Табуларий,
  - Портик двенадцати богов (Porticus deorum consentium)
  - храм Веспасиана и Тита
  - храм Конкордии
  - базилики Юлия и Эмилия
  - храм Сатурна
  - Дом весталок с храмом Весты
  - храм Диоскуров
  - храм Антонина и Фаустины
  - триумфальные арки Августа (-29), Тита (81 год) и Септимия Севера (203 год)
- Императорские форумы:
  - форум Цезаря (-46)
  - форум Августа (-2)
  - форум Веспасиана (75)
  - форум Нервы (98)
  - форум Траяна (112—113)
- Палатин:
  - дворцы Калигулы,
  - дворец Флавиев
  - дворец Септимия Севера (Domus Severiana)

### Другие памятники древнего города
- Триумфальные колонны: Колонна Траяна (113), Колонна Антонина Пия (161), Колонна Марка Аврелия (176—192), Колонна Фоки (608)
- Триумфальные арки: Галерия (298—299 годы) и Константина (315 год).
- Обелиски, фонтаны.
- Храмы
- Бычий форум, Ларго Арджентина
- Пантеон
- Гробница Цецилии Метеллы, пирамида Цестия, гробница Еврисака (итал. Sepolcro di Eurisace).
- Мавзолей Августа
- Замок св. Ангела
- Большой цирк, театр Марцелла.
- Колизей
- Термы и инженерные сооружения
- Вилла Адриана в Тиволи

## Помпеи

### Раскопки в Помпеях
- Campania felix (см. итал. :Campania antica)
- Неаполитанский залив
- Везувий
- Виллы Цицерона в Кампании
- Самнитский период
- Союзническая война
- Помпеи — Colonia Cornelia Veneria Pompeianorum.
  - Извержение Везувия (24 августа 79 г.)
  - Письма Плиния Младшего — очевидца бедствия.
  - Обстоятельства гибели кампанских городов
  - План Помпей
  - Ул. Стабий — cardo maximus; ул. Изобилия — decumanus maximus.
  - Ул. Меркурия, ул. Нолы.
  - Ворота Помпей — Морские, Геркуланские, Везувианские, Ноланские, Сарнские, Нуцерийские, Стабианские, Капуанские.
  - Основные кварталы. Расположение общественных зданий
  - Нераскопанные районы
  - 30 марта 1748 г. — традиционная дата начала раскопок. Джузеппе Фиорелли. Амедео Майюри.
  - Форум в Помпеях и прилегающие здания
  - Арка Друза и арка Тиберия
  - Мацеллум
  - Храм городских ларов
  - Храм Веспасиана
  - Здание Евмахии
  - Комициум
  - Здания курии
  - Базилика
  - Храм Аполлона
  - Хлебный рынок
  - Треугольный форум
  - Храм на форуме
  - Самнитский портик, пропилеи.
  - Храм Исиды
  - Театры — большой и малый
  - Казарма гладиаторов

### Частные дома в Помпеях
- План италийского дома
  - Атриум, его типы
  - Таблинум
  - Триклиний, его схема
  - Перистиль
  - Прочие элементы дома
- Мозаики Cave canem! (фр. Cave canem)
- Дом Фавна
- Дом Паквия Прокула
- Дом Менандра
- Дом Серебряной свадьбы
- Триклиний в доме Моралиста
- Дом золочёных амуров
- Дом Юлии Фелицы
- Дом Большого фонтана
- Дом Цея Секунда
- Цецилий Юкунд (Caecilius Jucundus)
- Дом Веттиев

### Кампанские мозаики и фрески
- 4 стиля помпейских росписей
  - Самнитский дом в Геркулануме
  - Роспись виллы Фанния Синистора
  - Роспись в доме Лукреция Фронтона
  - Дом Корабля
  - Роспись из Геркуланума
- Основные сюжеты помпейских росписей:
  - Мифы
  - Пейзаж и натюрморт
  - Жанровые и эротические сценки
- Портреты
- Фрески виллы Мистерий — проблема интерпретации.

## Золотой век римского искусства

### Искусство эпохипринципатаАвгуста
- Форум Августа в Риме
- Храм Кастора и Поллукса
- Статуя Августа из Прима-Порта
- Алтарь Мира
- Триумфальные арки Августа
- Скульптурный портрет в эпоху Августа
- Прикладное искусство
- «Августовский» орнамент
- Клад Хильдесхайма и клад Боскореале (Tesoro di Boscoreale)
- Провинциальные памятники: дворец Диоклетиана, Альпийский трофей и др.

## Искусство Империи

### Искусство Европы I—IV вв.
- Европа до римского завоевания
- Римские завоевания в Европе и романизация провинций
- Искусство западноевропейских римских провинций: Галлия, Гельвеция, Верхняя и Нижняя Германия, Британия.
- Искусство восточноевропейских римских провинций: Фракия, Мёзия, Истрия, Норик, Паннония, Дакия.
- Аквинкум как пример римского провинциального города

### Искусство Восточных провинций I—IV вв.
- Римская Азия
- Римская Сирия
- Баальбек
- Босра
- Петра
- Пальмира
- Дура-Европос
- Римские мозаики Антиохии
- Римский Египет
- Александрия
- Катакомбы Ком эль-Шукафа (см. Достопримечательности Александрии
- Киоск Траяна на о. Филэ
- Фаюмские портреты
- Скульптура римского времени

### Искусство Римской Африки
- Доримская Африка
- Римские города — Лептис-Магна, Тевеста, Фисдрус, Мактар, римский Карфаген, Ламбезис (Lambaesis), Тамугади, Тугга, Волюбилис, Сабрата.
- Скульптура римского времени
- Стелы
- Мозаики римской Африки

## Римский портрет

### Скульптурный портрет
- Римский скульптурный портрет: маски, этрусская традиция, эллинистические влияния.
- Позднереспубликанский портрет
- Иконография Августа, Ливии и членов императорской фамилии
- Портрет эпохи Юлиев-Клавдиев: Тиберий, Калигула, Клавдий, Нерон.
- Портрет эпохи Флавиев: Веспасиан, Тит, Домициан.
- Портреты Траяна и «Панегирик Траяну» Плиния Младшего.
- Антониновский портрет
- Адриан, Антонин Пий, Марк Аврелий, Луций Вер, Коммод.
- Иконография Северов
- Солдатские императоры: Портрет эпохи солдатских императоров и Портрет иллирийских императоров
- Диоклетиан
- Позднеантичные скульптурные портреты от Константина Великого до колосса из Барлетты
- Спиритуализм портрета IV—V вв.
- Ранневизантийский портрет

### Малые формы портретного искусства
- Портретные бронзы
- Изделия из серебра
- Геммы
- Нумизматика (см. также Символы древнеримских денежных и весовых единиц)